# Autoestrada A15
Die Autoestrada A15 und Auto-Estrada do Caldas da Rainha-Santarém ist eine Autobahn in Portugal. Die Autobahn beginnt in Arnóia und endet in Santarém.

## Größere Städte an der Autobahn
- Caldas da Rainha
- Rio Maior
- Santarém